# Tipagem sanguínea

O tipo de sangue é determinado, em parte, pelos antígenos presentes nas hemácias

Tipagem sanguínea é um teste realizado por profissionais de saúde (geralmente por biólogos, biomédicos e farmacêuticos) para estabelecer qual tipo sanguíneo e fator Rh (positivo ou negativo) que um indivíduo possui. É um procedimento largamente utilizado nas transfusões de sangue e centros de hemoterapia.

## Sistema ABO
O sistema ABO foi revelado por Karl Landsteiner em 1901 é formado por quatro grupos principais, representados por letras: A, B, AB e O. Pessoas sadias que não possuem o antígeno A e/ou B nas hemácias possuem o anticorpo correspondente em seu soro.

## Teste
O princípio básico do teste é a aglutinação observada a olho nu. Hemácias que possuem aglutinogênio A aglutinam-se em presença de anti-A; hemácias que possuem agluitnogênio B, aglutinam-se em presença de reagente anti-B. Caso ocorra aglutinação para anti-A e anti-B o sangue será AB e se não aglutinar na presença dos dois é O.

### Procedimento
O teste pode ser realizado em lâmina ou em tubo de ensaio. É preparado uma suspensão dos glóbulos vermelhos e uma gota de reagente é inserida na lâmina. Posteriormente adiciona-se uma gota da suspensão de hemácias e então os dois são misturados numa pequena área da lâmina. Deve ser observado a formação ou não da aglutinação.
Em tubo, deve ser preparada uma suspensão de hemácias com teor de aproximadamente 5%. São adicionados uma gota do reagente e uma gota da suspensão de hemácias no mesmo tubo e misturadas. A mistura é então levada a centrífuga e colocada em rotação de acordo com a informação técnica da bula. Deve ser feita uma ressuspensão para observar a aglutinação.